# Ondřej Herzán
Ondřej Herzán (Pardubice, 3 marzo 1981) è un ex calciatore ceco, di ruolo centrocampista.

## Carriera

### Club
Inizia a giocare a calcio nel 1998 nel Lazne Bohdanec, con cui non scende mai in campo nella seconda divisione ceca. Nel 2000 passa al Pardubice, altra formazione della seconda serie ceca con cui non colleziona presenze in campionato. Dal 2001 al 2004 gioca con lo Jablonec 97, nella prima divisione ceca, totalizzando 82 presenze e 8 gol in tre stagioni. Nel 2004 si trasferisce allo Sparta Praga, con cui disputa 5 partite senza segnare nel 2004-2005 e 7 partite realizzando una rete nel 2005-2006. Nell'estate 2006 è acquistato dal Lecce, squadra italiana appena retrocessa in Serie B, dove debutta il 9 settembre 2006. Nell'agosto del 2007 passa all'Hellas Verona, e nel gennaio 2008 allo Spezia in comproprietà, verrà poi riscattato dagli aquilotti il 25 giugno 2008, anche se tale operazione verrà vanificata dal fallimento del club ligure. Dopo una breve parentesi nel Kladno, nel gennaio del 2009 torna allo Spezia in Serie D con cui sale in seconda divisione e nel 2010 in prima divisione. In seguito nel 2011 passa al Portogruaro, in Prima Divisione, con cui gioca 24 partite senza segnare; viene riconfermat nella squadra veneta anche per la stagione successiva.

### Nazionale
Ha fatto parte delle Nazionali Under-17, Under-20 d Under-21 del suo Paese.

## Palmarès

### Club

#### Competizioni nazionali
- Campionato ceco: 1

Sparta Praga: 2004-2005
- Coppa della Repubblica Ceca: 1

Sparta Praga: 2005-2006